# Hrabstwo Henry (Wirginia)

Piramida wieku hrabstwa

Hrabstwo Henry – hrabstwo w USA, w stanie Wirginia, według spisu z 2000 roku liczba ludności wynosiła 47286. Siedzibą hrabstwa jest Collinsville.

## Geografia
Według spisu hrabstwo zajmuje powierzchnię 996 km², z czego 991 km² stanowią lądy, a 5 km² – wody.

### Miasta
- Ridgeway

### CDP
- Bassett
- Chatmoss
- Collinsville
- Fieldale
- Horse Pasture
- Laurel Park
- Oak Level
- Sandy Level
- Stanleytown
- Villa Heights

### Sąsiednie hrabstwa
- Hrabstwo Franklin
- Hrabstwo Pittsylvania
- Hrabstwo Rockingham (Karolina Północna)
- Hrabstwo Stokes (Karolina Północna)
- Hrabstwo Patrick